# Конфигурација темена
У геометрији, конфигурација темена је скраћена нотација за представљање полиедра или поплочавања као низ страна око темена. Коришћени су различити називи, као што су опис темена,   тип темена,  симбол темена,  распоред темена, шаблон темена, вектор страна и низ темена. Такође се назива и Канди-Ролетов симбол због употребе за Архимедова тела у њиховој књизи Mathematical Models из 1952. године. За униформне полиедре, постоји само један тип темена, па конфигурација темена у потпуности дефинише полиедар. (Хирални полиедри постоје у паровима као одраз у огледалу са истом конфигурацијом темена.)
На пример, "3.5.3.5" означава теме које припада 4 стране, наизменично троугловима и петоугловима. Ова конфигурација темена дефинише теменски-транзитивни икосидодекаедар. Нотација је циклична и стога је еквивалентна са различитим почетним тачкама, па је 3.5.3.5 исто што и 5.3.5.3. Редослед је важан, па је 3.3.5.5 различито од 3.5.3.5 (први има два троугла праћена са два петоугла). Поновљени елементи се могу груписати као експоненти, па се овај пример може представити и као (3.5)2.

## Нотација
| {3,3} = 33 Дефект 180° | {3,4} = 34 Дефект 120° | {3,5} = 35 Дефект 60° | {3,6} = 36 Дефект 0° |
| {4,3} Дефект 90° | {4,4} = 4 Дефект 0°    | {5,3} = 53 Дефект 36° | {6,3} = 63 Дефект 0° |
| Теме захтева најмање 3 стране и угаони дефект. Угаони дефект од 0° ће испунити Еуклидску раван правилним поплочавањем. Према Декартовој теореми, број темена је 720°/дефект (4π радијана/дефект). |                        |                       |                      |

Конфигурација темена се записује као низ бројева раздвојених тачкама или зарезима. Сваки број представља број страница сваке стране која се сусреће у темену. Икосидодекаедар се означава као {\displaystyle 3.5.3.5} јер се на сваком темену налазе четири стране, које се смењују између троуглова (са 3 странице) и петоуглова (са 5 страница). Ово се може записати и као {\displaystyle (3.5)^{2}}.
Конфигурација темена се такође може сматрати проширеним обликом једноставног Шлефлијевог симбола за правилне полиедре. Шлефлијева нотација има облик {\displaystyle \{p,q\}}, где је {\displaystyle p} број страница сваке стране, а {\displaystyle q} број страна које се сусрећу у сваком темену. Дакле, Шлефлијева нотација {\displaystyle \{p,q\}} може се записати као {\displaystyle p.p.p\cdots } (где се {\displaystyle p} појављује {\displaystyle q} пута), или једноставно {\displaystyle p^{q}}.
Ова нотација се примењује како на полигонална поплочавања, тако и на полиедре. Раванска конфигурација темена означава униформно поплочавање, баш као што нераванска конфигурација темена означава униформни полиедар. Нотација је двосмислена за хиралне форме. На пример, снаб коцка има форме у смеру казаљке на сату и супротно од смера казаљке на сату, које су идентичне у огледалском одразу. Обе имају конфигурацију темена 3.3.3.3.4.

## Звездасти полигони
Нотација се такође примењује и на неконвексне правилне стране, звездасте полигоне. На пример, пентаграм има симбол {5/2}, што значи да има 5 страница које два пута обилазе центар.
На пример, постоје 4 правилна звездаста полиедра са правилним полигонима или звездастим полигонима као фигурама темена. Мали звездасти додекаедар има Шлефлијев симбол {5/2,5} што се проширује у експлицитну конфигурацију темена 5/2.5/2.5/2.5/2.5/2 или комбиновано као (5/2)5. Велики звездасти додекаедар, {5/2,3} има троугаону фигуру темена и конфигурацију (5/2.5/2.5/2) или (5/2)3. Велики додекаедар, {5,5/2} има пентаграмску фигуру темена, са конфигурацијом темена (5.5.5.5.5)/2 или (55)/2. Велики икосаедар, {3,5/2} такође има пентаграмску фигуру темена, са конфигурацијом (3.3.3.3.3)/2 или (35)/2.
|                  |                  |          |         |             |
| {5/2,5} = (5/2)5 | {5/2,3} = (5/2)3 | 34.5/2   | 34.5/3  | (34.5/2)/2  |
|                  |                  |          |         |             |
| {5,5/2} = (55)/2 | {3,5/2} = (35)/2 | V.34.5/2 | V34.5/3 | V(34.5/2)/2 |

## Инвертовани полигони
Сматра се да стране на фигури темена напредују у једном смеру. Неки униформни полиедри имају фигуре темена са инверзијама где стране напредују ретроградно. Фигура темена ово представља у нотацији звездастог полигона са страницама p/q тако да је p<2q, где је p број страница, а q број обртаја око круга. На пример, "3/2" означава троугао чија темена обилазе круг двапут, што је исто као једном уназад. Слично, "5/3" је пентаграм 5/2 уназад.

## Све униформне конфигурације темена са правилним конвексним полигонима
Полуправилни полиедри имају конфигурације темена са позитивним угаоним дефектом.
НАПОМЕНА: Фигура темена може представљати правилно или полуправилно поплочавање у равни ако је њен дефект нула. Може представљати поплочавање хиперболичке равни ако је њен дефект негативан.
За униформне полиедре, угаони дефект се може користити за израчунавање броја темена. Декартова теорема каже да збир свих угаоних дефеката у тополошкој сфери мора бити 4π радијана или 720 степени.
Пошто униформни полиедри имају сва темена идентична, ова релација нам омогућава да израчунамо број темена, који је 4π/дефект или 720/дефект.
Пример: Зарубљена коцка 3.8.8 има угаони дефект од 30 степени. Према томе, има
720/30 = 24 темена. Посебно, из овога следи да {a,b} има  4 / (2 − b(1 − 2/a)) темена.
Свака набројана конфигурација темена потенцијално јединствено дефинише полуправилни полиедар. Међутим, нису све конфигурације могуће.
Тополошки захтеви ограничавају постојање. Конкретно, p.q.r подразумева да је p-угао окружен наизменичним q-угловима и r-угловима, па је или p паран број, или је q једнако r. Слично, q је паран или је p једнако r, и r је паран или је p једнако q. Стога су потенцијално могуће тројке 3.3.3, 3.4.4, 3.6.6, 3.8.8, 3.10.10, 3.12.12, 4.4.n (за било које n>2), 4.6.6, 4.6.8, 4.6.10, 4.6.12, 4.8.8, 5.5.5, 5.6.6, 6.6.6. Заправо, све ове конфигурације са три стране које се сусрећу у сваком темену постоје.
Број у загради је број темена, одређен угаоним дефектом.
Тројке
- Платонова тела: 3.3.3 (4), 4.4.4 (8), 5.5.5 (20)
- Призме: 4.4.n (2n)
- Архимедова тела: 3.6.6 (12), 3.8.8 (24), 3.10.10 (60), 4.6.6 (24), 4.6.8 (48), 4.6.10 (120), 5.6.6 (60).
- Правилно поплочавање: 6.6.6
- Полуправилна поплочавања: 3.12.12, 4.6.12, 4.8.8

Четворке
- Платоново тело: 3.3.3.3 (6)
- Антипризме: 3.3.3.n (2n)
- Архимедова тела: 3.4.3.4 (12), 3.5.3.5 (30), 3.4.4.4 (24), 3.4.5.4 (60)
- Правилно поплочавање: 4.4.4.4
- Полуправилна поплочавања: 3.6.3.6, 3.4.6.4

Петорке
- Платоново тело: 3.3.3.3.3 (12)
- Архимедова тела: 3.3.3.3.4 (24), 3.3.3.3.5 (60) (оба хирална)
- Полуправилна поплочавања: 3.3.3.3.6 (хирално), 3.3.3.4.4, 3.3.4.3.4 (имајте на уму да два различита редоследа истих бројева дају два различита шаблона)

Шесторке
- Правилно поплочавање: 3.3.3.3.3.3

## Конфигурација стране
Униформни дуали или Каталанова тела, укључујући бипирамиде и трапезоедре, су теменски-правилни (страна-транзитивни) и стога се могу идентификовати сличном нотацијом која се понекад назива конфигурација стране. Канди и Ролет су ове дуалне симболе префиксирали словом V. Насупрот томе, Tilings and Patterns користи угласте заграде око симбола за изоедарска поплочавања.
Ова нотација представља секвенцијални број страна које постоје на сваком темену око стране. На пример, V3.4.3.4 или V(3.4)2 представља ромбични додекаедар који је страна-транзитиван: свака страна је ромб, а наизменична темена ромба садрже по 3 или 4 стране.